# Pseudopallene glutus
Pseudopallene glutus is een zeespin uit de familie Callipallenidae. De soort behoort tot het geslacht Pseudopallene. Pseudopallene glutus werd in 1975 voor het eerst wetenschappelijk beschreven door Pushkin. 